# 塞西莉亞·塞吉茲
塞西莉亞·塞吉茲（義大利語：Cecilia Seghizzi，1908年9月5日—2019年11月22日），是意大利作曲家、畫家和教師。

## 生平
塞西莉亞·塞吉茲是作曲家和合唱團指揮切薩雷·奧古斯托·塞吉齊的女兒，義大利最受歡迎的作曲家之一。第一次世界大戰期間，塞西莉亞被流放到奧地利瓦格納難民營，回到義大利後，她開始跟隨阿爾弗雷多·盧卡里尼學習小提琴，並於優異的成績畢業於米蘭威爾第音樂學院。

## 長壽紀錄
- 2018年9月5日，她慶祝110歲生日，成為超級人瑞
- 2019年11月22日，塞西莉亞·塞吉茲去世，享高壽111歲。